# アレッポの戦い (2012-2016年)
アレッポの戦い（アレッポのたたかい、英語: Battle of Aleppo、アラビア語: معركة حلب）は、シリア内戦において2012年から2016年にかけてシリア最大の都市アレッポで行われた戦闘。シリアの政府軍と反体制派がアレッポ市内を東西に分断、長期に渡り激しい軍事衝突を繰り返したが、最終的に政府軍が勝利を収めた。

## 概要

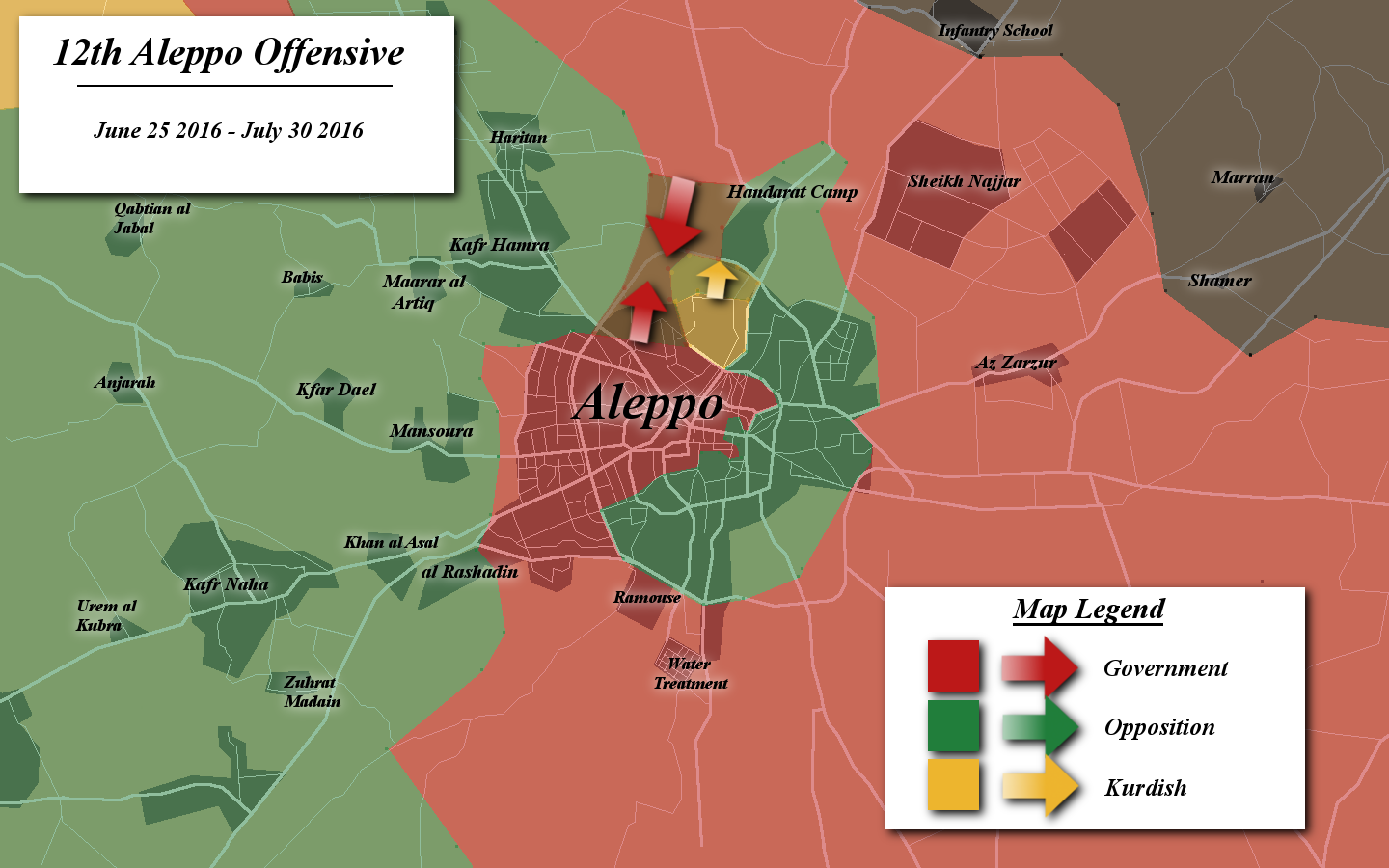
市内の勢力図（2016年6月）
赤が政府軍、緑が反体制派、黄がクルド人勢力、黒がISIL

シリア北部アレッポ県の県庁所在地アレッポは、人口で首都ダマスカスをも上回るシリア最大の都市でもある。大統領バッシャール・アル＝アサド率いるシリア政府軍と自由シリア軍やヌスラ戦線（アルカーイダ系）を中心とする反体制派の間でアレッポの支配をめぐり戦闘が行われた。アレッポの戦いの行方はシリア内戦の趨勢を決すると言われたため、ここでの戦闘はシリアで最も激しいものとなった。激しい戦闘の結果、深刻な人道危機が発生し、市民にも多くの犠牲が生じた。
戦闘は4年に及んだが、その間政府軍は補給路を守り抜き、ロシアやイランからの支援獲得やアレッポ市内のクルド人民防衛隊との協調に成功し、徐々に勢力を盛り返し、2015年9月にロシア空軍による空爆が開始されると政府軍は攻勢に移り、2016年9月に反体制派が支配する市の東部を包囲。11月の攻勢では大きく勢力を広げ、12月についにアレッポの制圧を宣言した。
この頃の中東ではアレッポのほかにシリア内戦下のラッカ、リビア内戦下のミスラタとベンガジ、イエメン内戦下のアデンとタイズ、イラクのモースルなどで凄惨な市街戦が相次いで行われた。これは軍事的に不利な反乱軍や民兵組織が一般市民に紛れ込み、政府軍に対する軍事的不利を補おうとしていることが背景にあるとされている。

## 交戦勢力

シリア北部の勢力図（2016年9月）

### 政府軍側
- シリア政府軍
  - 特殊戦力師団（虎部隊)
  - 共和国防衛隊
  - シリア国民防衛隊
- ロシア航空宇宙軍（ロシア連邦航空宇宙軍によるシリア空爆） - 2015年9月より
- イラン・イスラム革命防衛隊[5] - 2013年より
- Liwa al-Quds[6] - パレスチナ人組織。2013年より
- ヒズボラ[7] - 2013年より
- イラク・シーア派民兵[8] - 2013年より
- Liwa Fatemiyoun[6]
- Liwa Zainebiyoun[8] - パキスタン系シーア派民兵
- バース旅団[6][9]
- シリア社会民族党[6] - 2013年より
- Syrian Resistance[10]

### 反体制側

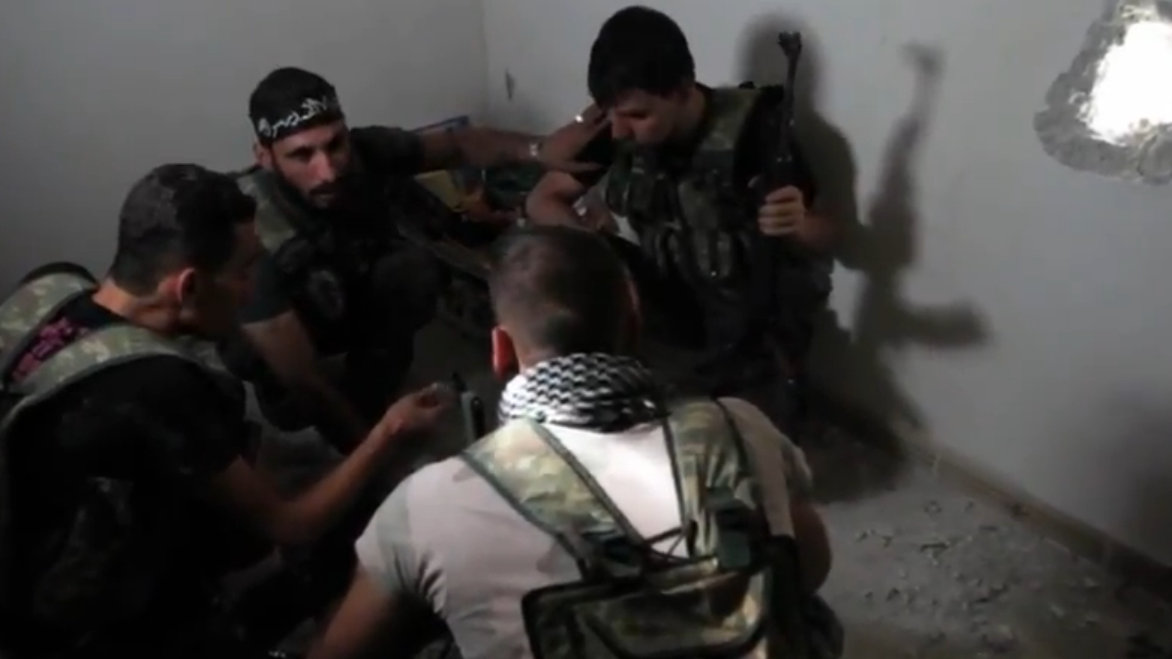
アレッポの戦いにおいて作戦を練っている自由シリア軍の兵士

アレッポの反体制派は一枚岩ではなく、様々な勢力に分かれ、時に対立しあっていた。「住民と一体となって政権側に抵抗」しているとされる。また、サウジアラビア・カタール・トルコなどからの支援に大きく依存していた。
- アレッポ・ファトフ軍（2015年 – 2016年)[14]
- 自由シリア軍
- ファトフ軍（2015年-2016年） - ヌスラ戦線・シャーム自由人イスラム運動など
- アレッポ軍 (2016年12月）
- Ansar al-Sharia（2015年 – 2016年）[15]

支援:
- サウジアラビア[16][17]
- カタール[16][18]
- トルコ[18][19]
- フランス[20]
- アメリカ[16][21]

### クルド人勢力
- クルド人民防衛隊[a]
- クルド女性防衛部隊
- Army of Revolutionaries

### その他の勢力
- ISIL

## 戦闘の推移

### 前史
2011年、チュニジアからアラブの春がシリアにも波及し、シリア内戦が勃発する。しかし、商都アレッポは豊かな地域で政権支持率も高かった。そのためアレッポ周辺の貧しい農村部で頻発していた反アサド民衆蜂起に脅威を覚える人々が多かったとされる。また、アレッポで行われた抗議運動も当初は穏健なものであったとされる。
アレッポ県農村部では政府軍脱走兵や自警団らが武装勢力を結成し、自由シリア軍を名乗っていた。2012年、アレッポ軍事評議会が結成された。同年7月にはアブドル・カーデル・アレーハ（通称：ハッジ・マレーハ）を中心に、評議会の構成組織のうち大小20が糾合し、タウヒード旅団が結成された。
徐々に戦闘が激化し、反体制派指揮官は動画メッセージで、アレッポを「解放」する戦いが始まったことを宣言した。

### 反体制派の侵入

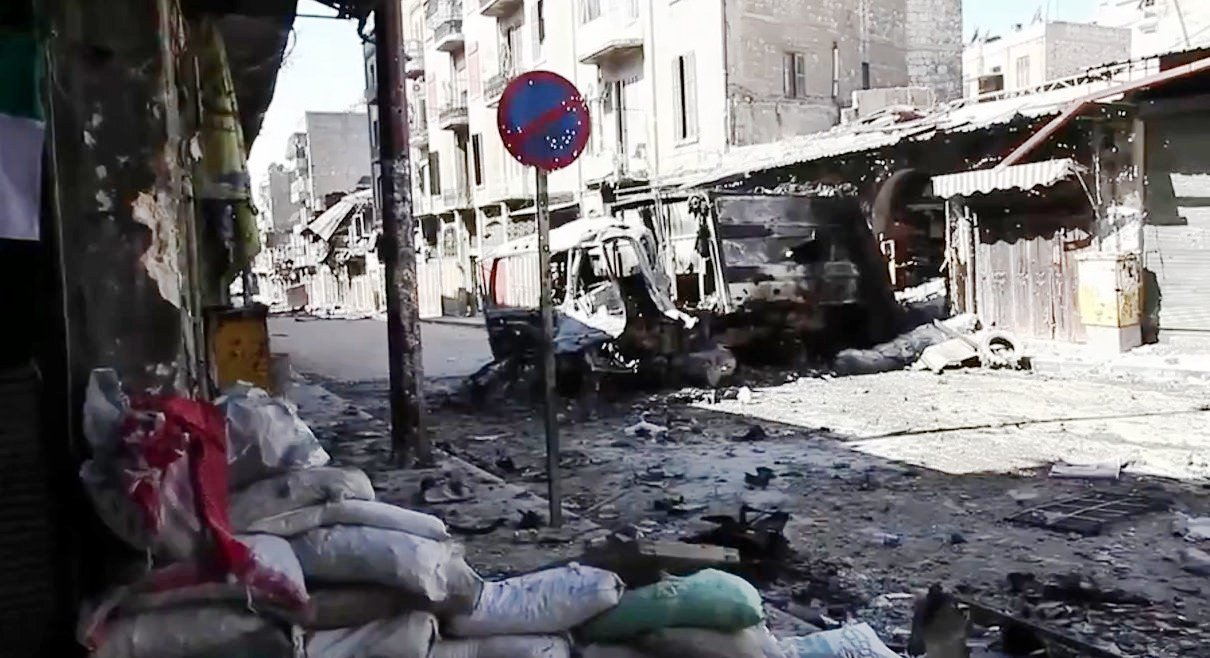
破壊された車両（2012年10月）

アレッポは中心市街地である旧市街の周りに住宅地が広がり、西部にはエリート層、東部には地方出身の労働者が多く暮らしていた。タウヒード旅団はこの市東部を襲撃し、政府軍を追い出して支配を固めた。また、クルド人勢力は北西部のクルド人地区シェイク・マスクード地区を抑えた。市街戦により、この時点で民間人20万人ほどがアレッポから脱出したとされる。アレッポに残された200万人以上の市民は、砲撃・爆撃から逃れるため地下室に殺到した。シリア国民評議会は政府軍の攻撃に対抗するため重火器の提供を求めた。反体制派は戦車を含む重火器を使い、アレッポ市内の3か所の警察署を制圧した。しかし2万人超の政府系部隊がアレッポに展開する6000 - 8000人の反体制派を包囲した。
8月、政府軍が反体制派から中心部サラヘディン地区を奪回したこの頃、日本人ジャーナリスト山本美香が戦闘に巻き込まれて死亡した。
ハナノ地区を制圧した反体制派はアレッポ東部を占領し、アレッポ西部を引き続き統治する政府軍と戦闘を繰り広げることになる。なお、アレッポ市民の多くは郊外から侵入してきた反体制派を歓迎しなかったとされる。
2012年9月、政府軍と反体制派との戦いでアル＝マディーナ・スークが爆撃され、700軒以上の店舗が焼失し、歴史的な店舗の大半は失われた。10月には大モスクが攻撃を受けて損傷した。
アサド政権は政権の心臓部であるアレッポを守るため、ハサカやカーミシュリーを除くシリア北部のクルド人居住地から撤退した。この結果、クルド民主統一党はハサカやカーミシュリーの一部やアフリーン・コバニなどを支配するようになった。
ここ数十年ではじめてダマスカスの支配を逃れたアレッポの反体制派支配地域では、外国のジャーナリストたちが群がり、地元メディアと市民社会グループが次々と出現した。ここにイスラム過激派も潜入し、反体制派は分裂・内部対立が深刻化した。
シリア内戦の開戦1年間は反体制派がメディア戦争において圧倒していた。欧米の主流派メディアやアラブ世界のスンニ派系メディアはシリア反体制派と結びつき、反体制派に好意的な情報を流し続けた。しかしアレッポ東部にメディアが入るようになったことで、政府側のベッリ一族4人がタウヒード旅団によって拷問され殺される一部始終が報道されるなど、反体制派の残虐行為が外部に知られるようになってしまった。2013年5月には自由シリア軍将校ハリード・ハマドが「バッシャールの犬どもよ、貴様ら全員の心臓と肝臓はこうやって食らってやる。神は偉大なり」と言ってナイフで政府軍兵士の遺体を切り裂き、心臓を取り出して口に運んだ。この映像はYouTubeに流れ、反体制派のイメージを大きく毀損した。ロシア連邦大統領ウラジーミル・プーチンは反体制派支援を否定する理由として、度々この事件を持ち出した。

### 過激派の台頭
アレッポの反体制派支配地域に勢力を持ったイスラム過激派は、イスラム法廷を設置し、イスラム法を強要し始めた。2013年には市内においてアルカイダ系組織のヌスラ戦線の活動が活発化。同年4月、ヌスラ戦線と政府側が大モスクをめぐり攻防を行う中でミナレットが爆破された。また、モスクの宝物が盗まれる被害が出ている。
当初、反体制派はアサド政権と戦うためにISILを歓迎していたが、ISILが他の反体制派組織を支配下に置こうとし、一般市民に対して組織ぐるみで暴力を加えたため、関係が悪化していた。
2013年後半と2014年、反体制派は、ダマスカス-アレッポ間を結ぶ道路を寸断し、アレッポ国際空港を包囲した。しかし、数と指揮に勝る政府軍に押し返された。
2013年11月、アレッポ東部に反体制派諸勢力の幹部たちが集まり、会議を行っていたところを政府軍に空爆された。反体制派の諸勢力結集を図ったため、先手を打って政府軍に攻撃されたともいわれる。4日後、反体制派諸勢力が結集したイスラム戦線の結成が宣言された。これには反体制派の一部が自由シリア軍から離れイスラム化を図ったという面もある。また、イスラム戦線は反体制派戦闘員を次々と殺していたISILに対して攻勢を仕掛け、イラク方面でもファルージャで戦闘を繰り広げていたISILは、アレッポ周辺を放棄してラッカまで撤退した。しかしISILとイスラム戦線の対立は続き、2014年2月には、アレッポ市内でイスラム戦線の幹部アブー・ハーリド・スーリーが自爆テロによって殺された。
2014年以降も空爆などにより市街地が破壊され、多数の犠牲者が発生した。
2015年3月、反体制派ファトフ軍がアレッポ県の隣イドリブ県の県庁所在地イドリブを占領した（イドリブの戦い）。これから2か月ほどでファトフ軍はイドリブ県に残る大部分の政府軍を掃討し、アレッポの政府支配地の孤立は深刻化した。さらに5月にはホムス県タドモル（パルミラ）もISILに占領され（パルミラ攻防戦）、政府内には動揺が走った。このことは結果的にシリアの同盟国ロシアを参戦させることに繋がる。

### ロシアの介入

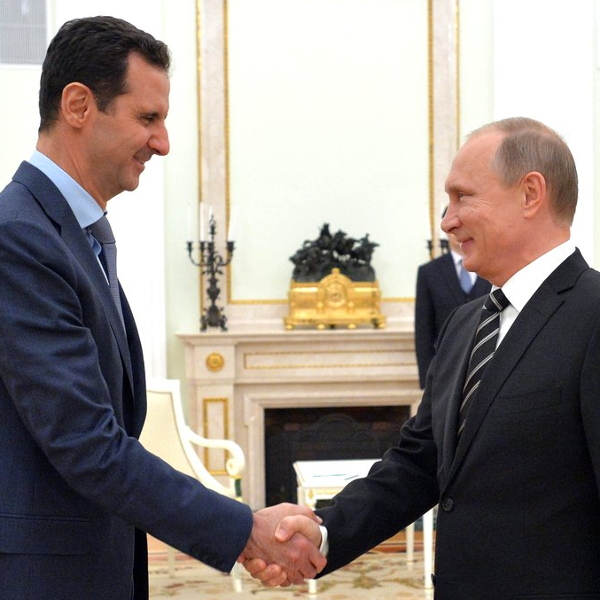
アサドとプーチン（2015年10月21日）。シリアとロシアは強固な友好関係にある

プーチンは第70回（2015年）国連総会の一般討論演説でアサド政権への軍事支援を宣言、各国に連携を呼びかけた。ロシアやイランの支援を受けたシリア政府はアレッポで攻勢をかけ、失地を回復していく。
ロシア介入後も反体制派はアレッポで戦闘を有利に進めており、防御力の強化や他の反体制派支配地とアクセスできるトンネルの建設を怠った。また、政府側から持ちかけられた協定も跳ね除けていた。しかし2015年11月にはロシア軍の空爆が本格化し、塩素・ナパーム弾・リンなど規制が議論されている兵器も投下されたと言われる。またシリア政府軍に、イラン人軍事顧問、ヒズボラ兵士、イラク・アフガニスタン系民兵、パレスチナ武装勢力、そしてアレッポの一地区を支配するクルド系シリア人も加わり反体制派に攻勢を加えた。この結果、政府軍側がいくつかの主要地区を占領し、反体制派兵士は攻撃にさらされやすい地域へ退却した。
2016年2月、ロシア空軍の支援を受けた政府軍、クルド人民防衛隊（YPG）主導のシリア民主軍がアレッポ北部を攻撃し、トルコからアレッポやイドリブ県への補給路の一つを寸断した。この事態を受けて、アレッポの反体制派活動家は、アレッポ県北部の反体制派15組織に、「アレッポ軍」として統合して政府軍に対して反転攻勢に出るよう呼びかけた。
7月、政府軍はアレッポの反体制派支配地を包囲した。しかし、反体制派の反撃によってこの包囲は破られた。8月、アサドはアレッポの戦闘員に対して、3か月以内に投降すれば罪に問わないとする大統領令を発した。この頃、ロシア空軍の空爆によって、反体制派支配地に住んでいた少年オムラン・ダクニシュが負傷したとされる。その救助は映像に捉えられ、「アレッポの惨状」の象徴として瞬く間に世界中に拡散された。
9月、政府軍は反体制派に奪われていたアレッポ南部を再奪還し、反体制派支配地を再包囲した。これにより、アレッポの反体制派は移動・補給ルートを全て失ったことになる。なお、この時点で、アレッポの反体制派支配地には25万人の住民がいるとされた。この頃からアレッポの反体制派支配地に住むとする少女バナ・アルアベドがTwitterで街の様子を発信し始め、大きな注目を集めた。
11月に政府軍は反体制派に猛攻をかけ、4年ぶりにハナノ地区が奪還されるなど、物資が尽きかけていた反体制派は一気に後退した。この攻勢で反体制派はアレッポ東北部の支配を失った。

### 反体制派側の撤退
2016年12月22日、シリア軍総司令部はアレッポを解放したと発表した。反体制派組織、イスラム戦線に加盟するシャーム自由人イスラム運動幹部も、事実上の撤退を認めた。

## 戦時下のアレッポ

破壊された市街地（2013年）

### 経済
アレッポの戦いの影響で、アレッポの夜の光は激減した。シリアの夜の衛星画像を比較すると、2011年と比べて2015年にはアレッポの97%の光が失われた（シリア全体では83%）。
政府支配地では、2016年時点で数年前に比べて物価が数倍に高騰した。内戦前より給与水準が下がり、国連難民高等弁務官事務所の支援を受ける人も多かった。また、アレッポには周辺から逃れてきた人も多く、国立大学の学生寮などに多くの人々が暮らしていた。移動も難しくなり、ダマスカスまでかつては4時間で行けたが、騒乱が始まってからは10時間以上かかるようになった。
反体制派支配地では、経済的により厳しい環境に置かれた。政府軍によって包囲された2016年9月以降、住民の生活は支援物資に頼っていた。しかし、政府軍は反体制派支配地への補給を妨害していた。仮に支援物資が届いたとしても、ほとんどは武装グループによって独占され、一般住民には行き渡らなかった。食料の値段は高騰し、小さな緑地でナスなどが栽培された。コーヒー・ジャガイモ・果物などは市場に存在せず、日中に瓦礫で覆われた道路を走る車両は救急車か市民救援隊のものに限られた。郊外では反体制派の資金を得るために、プラスチックを燃やすことで石油の精製が行われていた。
特産品であるアレッポ石鹸のメーカーも被害を受け、多くは廃業や国外移転に追い込まれた。

### 人口
アレッポには、2012年の時点で250万以上もの人々が住んでいたが、7月の戦闘で20万人が避難した。国連の推計によると、2016年時点でアレッポには反体制派の支配下に27万5000人、政府の支配下に150万人の住民が暮らしているとされていた。しかし、戦闘が終わると反体制派支配地にいた人口は推計よりはるかに少ないことが判明した。

## その後
アレッポはダマスカスと並ぶシリアの主要都市であり、政治的・経済的・社会的影響力も強く、人口も多かった。そのため、アメリカやトルコなどにはアレッポに反体制派の新たな政府を設置し、アサド政権を打倒しようとする構想もあったとされる。しかし、アレッポの陥落によってこの構想は完全に破綻した。アレッポを奪還したアサド政権は反体制派やISILに対して優位に立った。反体制派の敗北は確定的になり、「残念ながら革命は終わった」とする活動家も存在した。
アレッポに駐留していた政府軍部隊はISILとの戦闘に向かい、ISILが支配するラッカ県に侵攻した。
戦闘終結から1年経った時点でも、旧反体制派支配地では電気･水などのインフラが破壊されており、自家発電機や国連機関の給水車に頼る人が多い。
2017年2月にはトルコ軍の侵攻を受けたクルド人勢力ロジャヴァがシリア政府に接近し、アレッポ市シャイフ・マクスード地区の支配を政府に委譲した。
2018年11月、政府が支配するアレッポ市街地で毒ガス攻撃が行われたとされた。国営シリア・アラブ通信は反体制派が攻撃を仕掛けたと報道し、反体制派はこれを否定した。
2020年2月、政府軍はアレッポ市北西部郊外を占領し、これによってシリア政府はアレッポ市全域を完全に奪還した。
2024年11月29日、反体制派は再びアレッポ市に進攻し30日までに同市のほぼ全域を占領した。この事は後のアサド政権の崩壊に繋がることとなった。

## 影響
2016年12月19日、駐トルコ・ロシア大使アンドレイ・カルロフがアンカラで射殺された。犯人の男は「アレッポを忘れるな、シリアを忘れるな」などと叫んでおり、ロシア軍によるアレッポの反体制派攻撃に憤っての犯行と考えられた。
アレッポの戦闘によって大勢の国内避難民・難民が発生した。アレッポが陥落すると、2017年1月から7月末にかけて数十万人の避難民がアレッポに帰還したとみられている。
アレッポ陥落直前の2016年12月、政府軍がアレッポに戦力を注いでいる隙にISILは政府軍に奪還されたパルミラを再占領した。このためパルミラ攻防戦が再び行われることになる。

### アレッポモデル
アレッポのように政府軍による包囲・攻勢と諸外国の仲介を通じて、反体制派を退去・投降させ、政府の支配を回復する手法は、他の反体制派支配地で何度も行われた。青山弘之はこれを「アレッポ・モデル」と呼び、反体制派との停戦が軌道に乗るまで、2017年に以下の4地域で適用されたとしている。なお、住民の大半は退去せず、投降した戦闘員も少なくない（恩赦が与えられることになっている）。
- ホムス市ワアル地区（3月12日合意） - 反体制派戦闘員とその家族約1万1500人がイドリブ県とトルコ支配下のアレッポ県ジャラーブルスに退去。代わりに反体制派が包囲するイドリブ県フーア市・カファルヤー町の一部住民が政府支配地に避難
- ダマスカス郊外県マダーヤー町・ザバダーニー市・ブルーダーン村（3月28日合意） - 反体制派戦闘員がイドリブ県に退去。代わりにフーア市・カファルヤー町の住民が政府支配地に避難
- ダマスカス郊外県西カラムーン地方（7月27日、8月27日合意） - フライタ村無人地帯とアルサール村郊外の反体制派戦闘員とその家族はイドリブ県に退去。カーラ市近郊とジャラージール町近郊の無人地帯、ラアス・バアルベック村・ファーキハ村・カーア村一帯のISILはデリゾール県に撤退
- ダマスカス県ジャウバル区・カーブーン区・バルザ区（5月8日合意） - 反体制派戦闘員とその家族約2500人がイドリブ県に退去